# Cortinarius semisanguineus
Cortinarius semisanguineus é uma espécie de fungo da família de cogumelos Cortinariaceae, de tamanho médio, a cor de seu "chapéu" varia do marrom pálido ao ocre. Pertence ao gênero Cortinarius.

## Referência
- Tom Volk's Fungus of the Month for September 1999 - This month's fungus is Cortinarius semisanguineus, the half-blood-red Cortinarius